# Langwasser Südwest
Langwasser Südwest ist der südwestliche Teil des Nürnberger Stadtteils Langwasser und der Name des Statistischen Bezirks 37 im Statistischen Stadtteil 3 „Südöstliche Außenstadt“. Der Bezirk besteht aus den Distrikten 370 Langwasser Südwest (Heizwerk), 371 Langwasser Südwest (Glatzer Str.), 372 Langwasser Südwest (Julius-Leber-Str.), 373 Langwasser Südwest (Dr.-Linnert-Ring), 374 Langwasser Südwest (Zollhaus-Str.) und 375 Langwasser Südwest (Am Zollhaus).